# Ikarus 30
Ikarus 30 – autobus miejski, produkowany przez węgierską firmę Ikarus. Eksportowany głównie do Niemiec.